# Премия «Джини» за лучший монтаж звука
Премия «Джини» за лучший монтаж звука присуждается Канадской академией кино и телевидения лучшему канадскому звукомонтажёру. Вручается с первой церемонии, то есть с 1980 года.

## Победители и номинанты

### 1980-е
| Победители — выделены отдельным цветом. |

| Церемония | Фотографии лауреатов               | Фильм                                                                              | Победители и номинанты                                                                     |
| --------- | ---------------------------------- | ---------------------------------------------------------------------------------- | ------------------------------------------------------------------------------------------ |
| 1980      |                                    | • «Подмена»                                                                        | Роберт Грив, Патрик Драммонд, Дэннис Драммонд                                              |
| 1980      | • «Убийство по приказу»            | Кен Хили-Рэй                                                                       |                                                                                            |
| 1980      | • «Агентство «Квинн и компания»»   | Кен Хили-Рэй                                                                       |                                                                                            |
| 1980      | • «Éclair au Chocolat»             | Марсель Потье                                                                      |                                                                                            |
| 1980      | • «Wild Horse Hank»                | Майкл Кларк, Брайан Френч                                                          |                                                                                            |
| 1981      |                                    | • «Счастливая звезда»                                                              | Жан-Ги Монпети                                                                             |
| 1981      | • «Последнее задание»              | Брюс Нижник                                                                        |                                                                                            |
| 1981      | • «Чествование»                    | Патрик Драммонд, Кен Хили-Рэй, Уэйн Гриффин                                        |                                                                                            |
| 1981      | • «The Hounds of Notre Dame»       | Джим Хопкинс                                                                       |                                                                                            |
| 1982      |                                    | • «Тяжёлый металл»                                                                 | Питер Тийей, Энди Малкольм, Питер Джермин                                                  |
| 1982      | • «Дилетант»                       | Питер Шевчук, Остин Гримальди, Дино Пигат, Джо Гримальди                           |                                                                                            |
| 1982      | • «Билет на небеса»                | Марк Чиассон, Глен Готье, Дон Уайт, Дэвид Эпплби, Брюс Карвардайн                  |                                                                                            |
| 1982      | • «Семья Плуф»                     | Мишель Декомб, Патрик Руссо                                                        |                                                                                            |
| 1982      | • «Cries in the Night»             | Гэри Буржуа, Дэвид Эпплби, Джо Гримальди, Остин Гримальди, Иэн Хэндри, Энди Герман |                                                                                            |
| 1982      | • «Heartaches»                     | Дон Коэн, Мишель Декомб                                                            |                                                                                            |
| 1983      |                                    | • «Борьба за огонь»                                                                | Мартин Эшби, Дэвид Эванс, Кеннет Хили-Рэй, Кевин Уорд                                      |
| 1983      | • «Мелани»                         | Дэннис Драммонд, Уэйн Гриффин                                                      |                                                                                            |
| 1983      | • «Налётчик»                       | Тони Карри, Питер Тийей, Роберт Кроули, Брюс Нижник                                |                                                                                            |
| 1983      | • «Порог»                          | Шарон Лаки, Тони Карри, Брюс Нижник                                                |                                                                                            |
| 1983      | • «Harry Tracy»                    | Брайан Розен, Брюс Карвардайн, Стефани Венн, Глен Готье, Тим Робертс, Брайан Френч |                                                                                            |
| 1984      |                                    | • «The Wars»                                                                       | Шарон Лаки, Бернар Бордело, Брюс Нижник                                                    |
| 1984      | • «Мария Шапделен»                 | Клод Ланглуа, Патрик Додд, Жан-Ги Монпети                                          |                                                                                            |
| 1984      | • «Рождественская история»         | Кен Хили-Рэй, Дэвид Эванс, Уэйн Гриффин, Стивен Коул                               |                                                                                            |
| 1984      | • «Rien qu'un jeu»                 | Марсель Потье                                                                      |                                                                                            |
| 1984      | • «Ups & Downs»                    | Джон Келли, Дэвид Эванс, Уэйн Гриффин                                              |                                                                                            |
| 1985      |                                    | • «Парень из бухты»                                                                | Питер Бёрджесс, Чарльз Бауэр                                                               |
| 1985      | • «Кто первый?»                    | Джим Хопкинс                                                                       |                                                                                            |
| 1985      | • «Собака, остановившая войну»     | Луис Коте, Клод Ланглуа                                                            |                                                                                            |
| 1985      | • «Это мой ребёнок!»               | Мишель Бордело                                                                     |                                                                                            |
| 1985      | • «Isaac Littlefeathers»           | Майкл О'Фаррелл, Питер Тийей                                                       |                                                                                            |
| 1985      | • «Mario»                          | Дэвид Эванс, Уэйн Гриффин                                                          |                                                                                            |
| 1986      |                                    | • «Волшебное Рождество»                                                            | Элисон Кларк, Глен Готье, Робин Ли, Рик Кадгер, Питер Тийей, Майкл О'Фаррелл, Алан Гелдарт |
| 1986      | • «Дама в цвете»                   | Жан-Пьер Жутель, Эдриан Кролл, Ришар Бесс                                          |                                                                                            |
| 1986      | • «Джошуа тогда и теперь»          | Фред Бреннан, Рик Кадгер, Дэвид Эванс, Робин Ли, Уэйн Гриффин, Пенни Хози          |                                                                                            |
| 1986      | • «Мой американский кузен»         | Элисон Кларк, Тони Карри, Жаклин Кристианини, Гордон Томпсон                       |                                                                                            |
| 1986      | • «Человек в синем»                | Дэвид Эпплби, Даниэль Латур, Дон Уайт                                              |                                                                                            |
| 1986      | • «Кот-проныра»                    | Поль Дион, Серж Вио                                                                |                                                                                            |
| 1986      | • «Samuel Lount»                   | Майкл О'Фаррелл                                                                    |                                                                                            |
| 1987      |                                    | • «Закат американской империи»                                                     | Поль Дион, Энди Малкольм, Диана Буше                                                       |
| 1987      | • «Розовая Чекита»                 | Шарон Лаки, Майкл О'Фаррелл, Элисон Кларк, Питер Макбёрни, Элисон Грейс            |                                                                                            |
| 1987      | • «Loyalties»                      | Шарон Лаки, Питер Тийей, Питер Макбёрни                                            |                                                                                            |
| 1987      | • «Pouvoir intime»                 | Жюль Ле Нуар, Поль Дион, Энди Малкольм                                             |                                                                                            |
| 1988      |                                    | • «Ночной зверинец»                                                                | Марсель Потье, Виатер Паймент, Диана Буше                                                  |
| 1988      | • «Школьный бал 2: Привет Мэри Лу» | Питер Макбёрни, Питер Тийей, Питер Джермин, Марта Штернберг, Ник Ротунда           |                                                                                            |
| 1988      | • «Юный волшебник»                 | Серж Вио, Виатер Паймент, Клод Ланглуа, Луис Коте, Ален Клавье                     |                                                                                            |
| 1988      | • «Le Frère Andrè»                 | Антуан Морин, Диана Буше, Жослен Карон, Виатер Паймент, Марсель Потье              |                                                                                            |
| 1988      | • «The Climb»                      | Джэйн Таттерсолл, Пенни Хози, Питер Макбёрни, Робин Ли, Рик Кадгер                 |                                                                                            |
| 1989      |                                    | • «Связанные насмерть»                                                             | Рик Кадгер, Терри Бёрк, Дэвид Эванс, Дэвид Джаммарко, Уэйн Гриффин                         |
| 1989      | • «Железный орёл 2»                | Робин Ли, Дэвид Эванс, Дрю Кинг, Кен Хили-Рэй, Рик Кадгер                          |                                                                                            |
| 1989      | • «Поцелуй»                        | Майкл О'Фаррелл, Питер Тийей, Пенни Хози, Элисон Грейс, Энди Малкольм              |                                                                                            |
| 1989      | • «A Winter Tan»                   | Дениз МакКормик, Элисон Грейс, Грег Глинн, Элисон Кларк, Энди Малкольм             |                                                                                            |
| 1989      | • «Buying Time»                    | Марта Штернберг, Тони Карри, Уэйн Гриффин, Терри Бёрк, Джэйн Таттерсолл            |                                                                                            |

### 1990-е
| Победители — выделены отдельным цветом. |

| Церемония | Фотографии лауреатов             | Фильм                                                                                    | Победители и номинанты                                                                    |
| --------- | -------------------------------- | ---------------------------------------------------------------------------------------- | ----------------------------------------------------------------------------------------- |
| 1990      |                                  | • «Иисус из Монреаля»                                                                    | Лоран Леви, Диана Буше, Антуан Морин, Марсель Потье                                       |
| 1990      | • «В животе дракона»             | Поль Дион                                                                                |                                                                                           |
| 1990      | • «Тысячелетие»                  | Алан Хардиман, Терри Бёрк, Джим Хопкинс, Робин Ли, Пенни Хози                            |                                                                                           |
| 1990      | • «American Boyfriends»          | Ингрид Розен, Алан Хардиман, Джим Хопкинс, Барри Бэкус, Терри Бёрк                       |                                                                                           |
| 1990      | • «Bye Bye Blues»                | Элисон Грейс, Питер Тийей, Бруно Дегацио, Элисон Фишер, Пенни Хози                       |                                                                                           |
| 1990      | • «Termini Station»              | Ральф Бранджес, Дэвид Темплтон, Брайан Рэвок, Терри Бёрк                                 |                                                                                           |
| 1991      |                                  | • «Angel Square»                                                                         | Элисон Грейс, Анке Баккер, Гаэль Маклин, Ирвинг Мульч, Дебра Рурак                        |
| 1991      | • «Прекраснодушные мечтатели»    | Эллен Адамс, Чарльз Бауэр, Тони Карри, Джим Хопкинс, Терри Бёрк                          |                                                                                           |
| 1991      | • «Falling Over Backwards»       | Мишель Кук, Энди Малкольм, Гудрун Кристиан, Диана ЛеФлок, Эбби Найдик                    |                                                                                           |
| 1991      | • «Moody Beach»                  | Диана Буше, Жером Декари, Антуан Морин, Марсель Потье                                    |                                                                                           |
| 1991      | • «Showdown at Williams Creek»   | Ингрид Розен, Майк Кипинг, Элисон Грейс, Анке Баккер, Гаэль Маклин                       |                                                                                           |
| 1992      |                                  | • «Обед нагишом»                                                                         | Дэвид Эванс, Тони Карри, Уэйн Гриффин, Джэйн Таттерсолл, Энди Малкольм, Рик Кадгер        |
| 1992      | • «В одном доме вместе с Клодом» | Матьё Боден, Кароль Ганьон, Марсель Потье, Жером Декари                                  |                                                                                           |
| 1992      | • «Леоло»                        | Кароль Ганьон, Матьё Боден, Жак Планте, Ришар Грегуар, Жан-Пьер Лелон, Марсель Потье     |                                                                                           |
| 1992      | • «La Vie Fantôme»               | Диана Буше, Жером Декари, Франсин Пуарье, Мишель Бордело, Клод Богран                    |                                                                                           |
| 1992      | • «North of Pittsburgh»          | Элисон Грейс, Ирвинг Мульч, Марти Риша, Чарльз О’Ши, Шейн Шемко                          |                                                                                           |
| 1992      | • «South of Wawa»                | Джэйн Таттерсолл, Энди Малкольм, Уэйн Гриффин, Дрю Кинг, Тони Карри                      |                                                                                           |
| 1993      |                                  | • «The Lotus Eaters»                                                                     | Анке Баккер, Элисон Грейс, Эллен Грам, Морин Веттеланд, Гаэль Маклин                      |
| 1993      | • «Пол звёзд»                    | Мириам Пуарье, Жером Декари, Антуан Морин, Виатер Паймент, Жак Планте                    |                                                                                           |
| 1993      | • «Флорида»                      | Дрю Кинг, Марк Чиассон, Шон Келли, Диана Буше, Джэйн Таттерсолл, Терри Бёрк, Тони Карри  |                                                                                           |
| 1993      | • «Я люблю мужчину в униформе»   | Дейл Шелдрейк, Шон Келли, Энди Малкольм, Пенни Хози, Джэйн Таттерсолл                    |                                                                                           |
| 1993      | • «Harmony Cats»                 | Элисон Грейс, Анке Баккер, Шейн Шемко, Кэм Вагнер                                        |                                                                                           |
| 1994      |                                  | • «Музыка китов»                                                                         | Шейн Шемко, Эрик Хилл, Марти Риша, Исаак Штоцберг, Ирвинг Мульч                           |
| 1994      | • «Матусалем»                    | Мишель Бордело, Жером Декари, Натали Флоран, Диана Буше                                  |                                                                                           |
| 1994      | • «Порывы желания»               | Жак Планте, Мишель Аркан, Антуан Морин, Жером Декари                                     |                                                                                           |
| 1994      | • «Экзотика»                     | Сью Конли, Энди Малкольм, Пол Шиката, Стивен Мунро, Питер Уинниджер                      |                                                                                           |
| 1994      | • «Road to Saddle River»         | Жаклин Кристианини, Ирвинг Мульч, Шейн Шемко, Эрик Хилл, Марти Риша                      |                                                                                           |
| 1996 (1)  |                                  | • «Танцуй со мной на улице»                                                              | Стивен Мунро, Майкл Уэрт, Энди Малкольм, Майкл Пэйсек, Питер Уинниджер                    |
| 1996 (1)  | • «Волшебное озеро»              | Анке Баккер, Марк Чиассон, Шон Келли, Шина МакРэй, Жаклин Кристианини, Ирвинг Мульч      |                                                                                           |
| 1996 (1)  | • «Исповедальня»                 | Ник Берри, Диана Буше, Жером Декари, Антуан Морин, Жак Планте                            |                                                                                           |
| 1996 (1)  | • «Чёрный список»                | Мартин Пинсоно, Диана Буше, Луи Дюпир, Франсуа Дюпир, Элис Райт                          |                                                                                           |
| 1996 (1)  | • «The Michelle Apartments»      | Тим Робертс, Пауль Герман, Энди Малкольм, Пол Шиката, Стивен Мунро                       |                                                                                           |
| 1996 (2)  |                                  | • «Автокатастрофа»                                                                       | Дейл Шелдрейк, Том Белич, Уэйн Гриффин, Джон Смит, Джон Лэйнг, Дэвид Эванс, Энди Малкольм |
| 1996 (2)  | • «Детектор лжи»                 | Жером Декари, Жан-Пьер Пинар, Жак Планте, Марио Родриг, Раймон Верметт, Серж Фортин      |                                                                                           |
| 1996 (2)  | • «Лилии»                        | Диана Буше, Джэйн Таттерсолл, Рич Харкнесс, Дженис Иерулли, Донна Пауэлл, Тони Карри     |                                                                                           |
| 1996 (2)  | • «Таблетка радости»             | Энди Малкольм, Фред Бреннан, Сью Конли, Юрий Горбачёв, Дэвид МакКаллум, Джэйн Таттерсолл |                                                                                           |
| 1996 (2)  | • «House»                        | Фред Бреннан, Даниэль Пеллерен, Вирджиния Стори, Паула Файрфилд, Ян Дельпюш              |                                                                                           |
| 1997      |                                  | • «Славное будущее»                                                                      | Стивен Мунро, Энди Малкольм, Горо Кояма, Дэвид Дрейни Тейлор, Сью Конли                   |
| 1997      | • «Кармина»                      | Мартин Пинсоно, Элис Райт, Диана Буше, Луи Дюпир, Моник Везина                           |                                                                                           |
| 1997      | • «Приют чудовищ»                | Виатер Паймент, Марсель Потье, Ги Франкёр, Мириам Пуарье, Антуан Морин                   |                                                                                           |
| 1997      | • «La comtesse de Bâton Rouge»   | Жером Декари, Матьё Боден, Мириам Пуарье, Ги Пеллетье, Марсель Потье                     |                                                                                           |
| 1997      | • «Le Siège de l'âme»            | Матьё Боден, Жак Планте, Жером Декари, Мириам Пуарье                                     |                                                                                           |
| 1998      |                                  | • «Such a Long Journey»                                                                  | Клайв Тёрнер, Донна Пауэлл, Дэвид Эванс, Рик Кадгер, Фонг Трэн, Пол Шиката                |
| 1998      | • «Владения Руперта»             | Жаклин Кристианини, Кирби Джинна, Джеймс Фонньядт, Джеймс Дженн, Адам Гейдос, Кэм Вагнер |                                                                                           |
| 1998      | • «Возрождение»                  | Тони Карри, Аластер Грей, Джон Сиверт, Пола Фэйрфилд                                     |                                                                                           |
| 1998      | • «Красная скрипка»              | Антуан Морин, Марсель Потье, Кароль Ганьон, Жак Планте, Жером Декари, Ги Пеллетье        |                                                                                           |
| 1998      | • «Куб»                          | Стивен Барден, Крэйг Хениган, Джилл Пёрди, Сью Конли, Джон Лэйнг, Джон Сиверт            |                                                                                           |
| 1999      |                                  | • «Вкус солнечного света»                                                                | Энди Малкольм, Джэйн Таттерсолл, Дэвид МакКаллум, Дина Итон, Фред Бреннан                 |
| 1999      | • «Путешествие Фелиции»          | Сью Конли, Стивен Мунро, Тим Робертс, Энди Малкольм, Дэвид Дрейни Тейлор                 |                                                                                           |
| 1999      | • «Пять чувств»                  | Дженис Иерулли, Энджи Пайек, Терри Бёрк, Гарретт Керр, Эд Дуглас                         |                                                                                           |
| 1999      | • «Семейная история»             | Донна Пауэлл, Клайв Тёрнер, Рик Кадгер, Аластер Грей                                     |                                                                                           |
| 1999      | • «Le Dernier Souffle»           | Жером Декари, Диана Буше, Кристиан Ривест, Элис Райт, Луи Дюпир                          |                                                                                           |

### 2000-е
| Победители — выделены отдельным цветом. |

| 2000                                        | |
| • «Крах любви»                              | Фред Бреннан, Роберт Вархол, Стивен Хаммонд, Дэвид МакКаллум, Гарретт Керр, Джэйн Таттерсолл, Сью Конли          |
| • «Водоворот»                               | Антуан Морин, Матьё Боден, Франсуа Сенневиль, Жером Декари, Кароль Ганьон                                        |
| • «Искусство войны»                         | Пьер-Жюль Оде, Натали Флоран, Марк Ганьон, Жером Декари, Мишель Бордело                                          |
| • «Прогулка со львами»                      | Стивен Гёрмен, Винсент Регауди, Гленн Тассман, Пол Хьюберт, Ричард Бетанзос, Майкл Гёрмен                        |
| • «Here's to Life!»                         | Майя Бёрнетт, Джон Ладгейт, Крис Фенске, Брендон Острандер, Дин Джиаммарко                                       |
| 2001                                        | |
| • «Treed Murray»                            | Джон Сиверт, Вирджиния Стори, Стивен Барден, Джо Браччиале, Кевин Бэнкс                                          |
| • «Жизнь в подводном мире»                  | Джина Мюллер, Патрик Хаскилл, Майкл Кипинг, Джим Харрингтон, Гаэль МакЛин                                        |
| • «Оборотень»                               | Гарретт Керр, Дэвид МакКаллум, Донна Пауэлл, Джэйн Таттерсолл, Мишанн Лау, Фред Бреннан, Роберт Вархол           |
| • «K2: Karmina 2»                           | Жак Планте, Марсель Потье, Матьё Боден, Клэр Пошон, Жером Декари                                                 |
| • «Une jeune fille à la fenêtre»            | Доминик Пагач, Марсель Потье, Кароль Ганьон, Жак Планте, Ги Франкёр                                              |
| 2002                                        | |
| • «Макс»                                    | Родерик Деогрейдс, Энди Малкольм, Дэвид МакКаллум, Барри Гилмор, Фред Бреннан, Горо Кояма, Джэйн Таттерсолл      |
| • «Взаперти»                                | Натали Флоран, Луи Коллин, Дени Сендон                                                                           |
| • «Паук»                                    | Уэйн Гриффин, Дэвид Эванс, Тони Карри, Горо Кояма, Энди Малкольм                                                 |
| • «Расчленёнка»                             | Кристиан Ривест, Луи Дюпир, Диана Буше, Чэ Мисрок, Элис Райт                                                     |
| • «Редкие птицы»                            | Донна Пауэлл, Дэвид Эванс, Пол Штеффлер, Харви Хислоп                                                            |
| 2003                                        | |
| • «Приговор»                                | Джилл Пёрди, Горо Кояма, Энди Малкольм, Пол Интсон, Марк Джинграс, Майкл О’Фаррелл, Джон Дуглас Смит, Джон Лэйнг |
| • «Идущий по снегу»                         | Кристин МакЛеод, Джон Ладгейт, Роберт Хантер, Дин Джиаммарко, Морин Мёрфи                                        |
| • «Моя прекрасная глушь»                    | Марсель Потье, Жак Планте, Ги Франкёр, Антуан Морин, Кароль Ганьон                                               |
| • «Нашествие варваров»                      | Мари-Клод Ганье, Жан-Филипп Савар, Жером Декари, Клэр Пошон, Диана Буше, Мирей Морин                             |
| • «Падающие ангелы»                         | Грэм Джонс, Дэвид МакКаллум, Джэйн Таттерсолл, Ронэйн Хиггинсон, Стивен Хаммонд, Дэвид Роуз                      |
| 2004                                        | |
| • «Обитель зла: Апокалипсис»                | Крэйг Хениган, Джилл Пёрди, Тони Льюис, Натан Робитай, Стивен Барден, Стив Бэйн                                  |
| • «Голова в облаках»                        | Ги Пеллетье, Натали Флоран, Ги Франкёр, Марсель Потье, Антуан Морин                                              |
| • «Моника-пулемётчица»                      | Марсель Потье, Ги Франкёр, Натали Флоран, Антуан Морин, Кароль Ганьон                                            |
| • «Последний туннель»                       | Элис Райт, Чэ Мисрок, Элен Верро, Валери Дюфор-Буше, Кристиан Ривест                                             |
| • «Camping Sauvage»                         | Ги Франкёр, Ги Пеллетье, Клэр Пошон, Мари-Клод Ганье, Жан-Филипп Савар                                           |
| 2005                                        | |
| • «C.R.A.Z.Y»                               | Мартин Пинсоно, Мира Маихо, Жан-Франсуа Сове, Мирей Морин, Симон Мелье                                           |
| • «Всё из-за Пита Тонга»                    | Честер Биаловас, Тони Горт, Роджер Моррис, Майкл Томас, Майкл Макканн                                            |
| • «Семь раз повезло»                        | Расс Дик, Брюс Литтл                                                                                             |
| • «L'Audition»                              | Симон Мелье, Диана Буше, Жан-Франсуа Сове, Оливье Кальвер, Франсин Пуарье                                        |
| • «Le Survenant»                            | Кристиан Ривест, Элис Райт, Алексис Фаранд, Валери Дюфор-Буше, Жак Планте                                        |
| 2006                                        | |
| • «Морис Ришар»                             | Натали Флоран, Франсин Пуарье, Жером Декари, Оливье Кальвер, Клод Богран                                         |
| • «Беовульф и Грендель»                     | Джэйн Таттерсолл, Дэвид МакКаллум, Дэвид Роуз, Барри Гилмор, Донна Пауэлл                                        |
| • «Воскресенье в Кигали»                    | Мари-Клод Ганье, Ги Франкёр, Клэр Пошон, Жан-Филипп Савар                                                        |
| • «Круг подозреваемых»                      | Ги Франкёр, Пьер-Жюль Оде, Ги Пеллетье                                                                           |
| • «Хороший полицейский, плохой полицейский» | Чэ Мисрок, Валери Дюфор-Буше, Луи Молинас, Элен Верро, Кристиан Ривест                                           |
| 2007                                        | |
| • «Порок на экспорт»                        | Роберт Бертола, Уэйн Гриффин, Тони Карри, Горо Кояма, Майкл О'Фаррелл                                            |
| • «Кусочки Трэйси»                          | Джон Сиверт, Дэвид Дрейни Тейлор, Пол Шиката, Стивен Мунро                                                       |
| • «Нитро»                                   | Мартин Пинсоно, Пьер-Жюль Оде, Симон Мелье, Луи Молинас, Мишель Клотье                                           |
| • «Ромео и Джульетта»                       | Ги Франкёр, Мари-Клод Ганье, Клэр Пошон, Диана Буше, Жан-Филипп Савар                                            |
| • «Рукопожатие с дьяволом»                  | Марсель Потье, Антуан Морин, Ги Франкёр, Ги Пеллетье, Франсуа Сенневиль                                          |
| 2008                                        | |
| • «Пашендейль»                              | Джэйн Таттерсолл, Кевин Бэнкс, Барри Гилмор, Энди Малкольм, Дэвид Роуз                                           |
| • «Le Banquet»                              | Кароль Ганьон, Франсуа Сенневиль, Антуан Морин                                                                   |
| • «La Ligne brisée»                         | Лори Паке, Люси Фортье, Франс Левек, Робер Лабросс, Ги Франкёр                                                   |
| • «Le Piège américain»                      | Натали Флоран, Жан-Франсуа Сове, Жером Декари, Клод Богран                                                       |
| • «This Beautiful City»                     | Ли де Ланг, Нельсон Феррейра, Натан Робитай                                                                      |
| 2009                                        | |
| • «Политех»                                 | Клод Богран, Ги Франкёр, Кароль Ганьон, Кристиан Ривест                                                          |
| • «Властелин измерений»                     | Николя Ганьон, Жан-Франсуа Сове, Пьер-Жюль Оде, Мишель Клотье, Жак Планте                                        |
| • «Дом на улице Вязов»                      | Матьё Боден, Жак Планте, Жером Декари                                                                            |
| • «Удивительная история»                    | Лиза Ведлок, Оливье Кальвер, Франсин Пуарье, Натали Флоран                                                       |
| • «Nurse.Fighter.Boy»                       | Пауль Герман, Гарретт Керр, Мишанн Лау, Стивен Хаммонд, Фред Бреннан                                             |

### 2010-е
| Победители — выделены отдельным цветом. |

| 2010                                     |                                                                                              |
| • «Пожары»                               | Сильвен Бельмар, Симон Мелье, Клэр Пошон                                                     |
| • «7 дней»                               | Пьер-Жюль Оде, Мишель Клотье, Натали Флоран, Николя Ганьон, Жан-Франсуа Сове                 |
| • «ЗащитнеГ»                             | Марк Джинграс, Том Белич, Катрейн Халлидей, Дейл Леннон, Джон Дуглас Смит                    |
| • «Обитель зла в 3D: Жизнь после смерти» | Стивен Барден, Стив Бэйн, Кевин Бэнкс, Алекс Баллик, Джилл Пёрди                             |
| • «Химера»                               | Дэвид Роуз, Дэвид МакКаллум, Родерик Деогрейдс, Джон Сиверт                                  |
| 2011                                     |                                                                                              |
| • «Опасный метод»                        | Роберт Бертола, Уэйн Гриффин, Тони Карри, Майкл О'Фаррелл, Энди Малкольм, Аластер Грей       |
| • «Болота»                               | Клод Богран, Оливье Кальвер, Натали Флоран, Франсин Пуарье                                   |
| • «Во мраке»                             | Даниэль Пеллерен, Джефф Рэффэн, Ян Руди, Джон Сиверт, Джеймс Марк Стюарт, Джереми МакЛаверти |
| • «Кафе де Флор»                         | Мартин Пинсоно, Блез Бланшье, Симон Мелье, Мирей Морин, Люк Реймон                           |
| • «You Are Here»                         | Фред Бреннан, Мэрили Йорстон, Джеймс Бастейбл, Гейб Нокс, Кевин Шульц                        |

## Комментарии
1. ↑  Церемония 1995 года, запланированная на осень, в дальнейшем была перенесена более поздний срок. Как результат, в 1996 году было проведено сразу две церемонии, на первой из которых, 19 января 1996 года, чествовались фильмы, выпущенные в прокат в 1995 году. Фильмам 1996 года была посвящена следующая церемония, прошедшая в конце ноября 1996 года.